# Федотов, Владимир Валентинович
Влади́мир Валенти́нович Федо́тов (род. 12 августа 1966, Михайловск, Свердловская область) — советский и российский футболист; тренер.

## Клубная карьера
Родился 12 августа 1966 года в городе Михайловске Нижнесергинского района Свердловской области. Отец Валентин работал на заводе по обработке цветных металлов, играл в футбол на первенство Свердловской области. Скончался в 1997 году в возрасте 57 лет.
Занимался в детской футбольной команде Михайловска, которую создал Геннадий Филатов и где позже работал отец Владимира. Выступал во второй группе первенства области. После того как команда в Михайловске перестала существовать, некоторое время занимался боксом, предпринял неудачную попытку поступить в школу «Уралмаша». В 1981 году со второго раза попал в школу «Уралмаша». В дебютном сезоне в 1983 году во второй лиге сыграл два матча. За игровой практикой уехал в «Дружбу» Йошкар-Ола, где провёл два сезона.
1986 год отыграл в «Уралмаше». После этого 18 месяцев отслужил в армии. Вначале — в Чебаркуле, затем — в воинской части противовоздушной обороны Троицка.
В 1989—1996 годах играл за «Уралмаш» во второй (1989—1990), первой (1991) и высшей (1992—1996) лигах, был капитаном команды и одним из её лидеров. После вылета команды из высшей лиги перешёл в клуб второй лиги «Арсенал», где зарплата была в несколько раз больше. В 1998 году в первом дивизионе провёл только шесть матчей из-за хронических мышечных травм.
1999 год провёл в «Газовике‑Газпром». В 2000 году перешёл в саратовский «Сокол», с которым вышел в высший дивизион, где отыграл два года. В 2002 году вернулся в «Уралмаш», в составе которого вышел в первый дивизион, где в 2003 году и завершил карьеру.

## Тренерская карьера
В 2004 году начал тренерскую карьеру, войдя в штаб Александра Побегалова в «Урале». После отставки Побегалова начал исполнять обязанности главного тренера. С 16 июля 2009 по май 2010 года официально возглавлял екатеринбургский клуб. Покинув пост главного тренера, занял пост тренера-селекционера клуба.
12 января 2011 года возглавил клуб «Металлург-Кузбасс». Вывел его в Первый дивизион, где команда сумела закрепиться, заняв 15-е место, однако всё равно понизилась в классе из-за финансово-организационных проблем. В результате 16 июня 2013 года Федотов покинул клуб.
В первой половине 2015 года являлся главным тренером любительского клуба «Синара» Каменск-Уральский, выступавшем на областном уровне. С 28 июня 2015 года по 5 июня 2017 года входил в тренерский штаб «Газовика»/«Оренбурга». 14 августа 2017 года вошёл в тренерский штаб московского «Арарата», но всего через два дня покинул клуб.
17 августа 2017 года был назначен главным тренером клуба «Оренбург». За оставшуюся часть сезона поднял «Оренбург» с 13-го места (занимаемое клубом после восьми туров первенства-2017/18) на первое, выведя его в Премьер-лигу. В сезоне-2018/19 привёл команду к седьмому месту в чемпионате России, что стало лучшим результатом в истории клуба. В первой половине следующего сезона «Оренбург» вёл борьбу за выживание, перед зимней паузой клуб расположился на 14-м месте в турнирной таблице. 7 декабря 2019 года, после выездного поражения от «Тамбова» (0:3) Федотов подал в отставку.
Вечером следующего дня было объявлено о назначении Федотова главным тренером «Сочи», шедшего на последнем месте в Премьер-лиге, с которым был подписан контракт на 2,5 года. К своим обязанностям тренер приступил в начале 2020 года, после выхода команды из отпуска. Помог команде сохранить место в Премьер-лиге, подняв её с 16-го на 12-е место. В следующем сезоне команда заняла 5-е место и впервые в истории пробилась в еврокубки.
21 мая 2022 года «Сочи» в заключительном матче чемпионата России со счётом 5:1 разгромил московское «Динамо» и впервые в своей истории завоевал серебряные медали Премьер-лиги.
15 июня 2022 года Федотов заключил долгосрочный контракт с московским ЦСКА и в этот же день приступил к работе с командой. В первом официальном матче у руля ЦСКА подопечные Федотова обыграли «Урал» 2:0. Первую часть чемпионата ЦСКА завершил только на 5-м месте, поэтому в прессе появились слухи о возможной отставке Федотова. Однако весной команде удалось исправить ситуацию и завершить сезон на втором месте. Эти медали стали первыми медалями ЦСКА в Премьер-лиге с 2018 года. 11 июня 2023 года Федотов и ЦСКА выиграли Кубок России (первый за 10 лет для ЦСКА). По итогам сезона Владимир Федотов был признан лучшим тренером сезона. 15 июля ЦСКА уступил «Зениту» в серии пенальти в матче за Суперкубок России.
3 июня 2024 года ЦСКА объявил о прекращении сотрудничества с Федотовым.

## Достижения

### В качестве игрока
- Победитель первого дивизиона: 2000 («Сокол»)
- Полуфиналист Кубка Интертото: 1996 («Уралмаш»)

### В качестве главного тренера
- Обладатель Кубка России: 2022/23 (ЦСКА)
- Серебряный призёр чемпионата России (2): 2021/22 («Сочи»), 2022/23 (ЦСКА)
- Финалист Суперкубка России: 2023 (ЦСКА)
- Победитель Первенства ФНЛ: 2017/18 («Оренбург»)
- Победитель Второго дивизиона (зона «Восток»): 2011/12 («Металлург-Кузбасс»)
- Обладатель Суперкубка Свердловской области: 2015 («Синара»)

## Тренерская статистика
| Клуб              | Начало работы   | Окончание работы | Результаты | Результаты | Результаты | Результаты | Результаты |
| Клуб              | Начало работы   | Окончание работы | И          | В          | Н          | П          | В %        |
| ----------------- | --------------- | ---------------- | ---------- | ---------- | ---------- | ---------- | ---------- |
| Урал              | 16 июля 2009    | 11 мая 2010      | 26         | 8          | 14         | 4          | 030,77     |
| Металлург-Кузбасс | 12 января 2011  | 16 июня 2013     | 74         | 36         | 12         | 26         | 048,65     |
| Оренбург          | 17 августа 2017 | 7 декабря 2019   | 86         | 44         | 17         | 25         | 051,16     |
| Сочи              | 1 января 2020   | 15 июня 2022     | 81         | 42         | 17         | 22         | 051,85     |
| ЦСКА (Москва)     | 15 июня 2022    | 3 июня 2024      | 86         | 44         | 23         | 19         | 051,16     |
| Всего             | Всего           | Всего            | 353        | 174        | 83         | 96         | 049,29     |